# La Boîte au lait
Personnages
- Le baron Poupardet
- Souchard
- Adalbert
- Clampin
- Pachéco
- Georges
- Henri
- Galoupet
- Paul
- Alexis
- Francine
- Mistigri
- Paméla
- Félicien
- André
- Victor
- Sylvestre
- Arthémise

La Boîte au lait est un opéra bouffe en quatre actes de Jacques Offenbach, sur un livret de Eugène Grangé et Jules Noriac, créé le 3 novembre 1876 aux Bouffes-Parisiens, salle Choiseul .

## Contexte
La Boîte au lait est le remaniement d’une pièce créée à la scène en 1862. Modifiée et considérablement augmentée par ses deux premiers auteurs, Offenbach a commencé à écrire la musique de cette nouvelle de forme la Boîte au lait en mer, à bord du Canada, le bateau à bord duquel il se rendait en tournée en Amérique, et terminée à Aix.

## Réception
Cette opérette sur le thème de la difficile situation de la demoiselle parisienne à l’allure aristocratique mais sans argent fut bien accueillie par la critique

## Argument
Mademoiselle Francine, une grisette, apprend par hasard, le jour même de ses noces, que son mariage se trouve des plus compromis par l’inconduite de son promis, Sosthène Robineau. Celui-ci a perdu sa place, a fait des dettes pour lesquelles il est poursuivi et il risque d’être obligé de se battre en duel. Fine mouche, Francine se met aussitôt en campagne et va trouver successivement les divers locataires de la maison dont elle occupe une mansarde : un peintre, un huissier et une écuyère du cirque. Grâce à son adresse, elle remonte bientôt, rapportant triomphalement dans sa boîte au lait le lettre de change souscrite par Sosthène, une lettre d’excuses de son rival et la promesse d’une bonne place.

## Distribution lors de la création
| Rôle               | Type de voix | Distribution lors de la première, le 3 novembre 1876 (Chef d'orchestre : Jacques Offenbach) |
| ------------------ | ------------ | ------------------------------------------------------------------------------------------- |
| Francine           |              | Théo                                                                                        |
| Le baron Poupardet |              | Daubray                                                                                     |
| Souchard           |              | Fugère                                                                                      |
| Adalbert           |              | Colombey                                                                                    |
| Clampin            |              | Homerville                                                                                  |
| Pachéco            |              | Scipion                                                                                     |
| Georges            |              | Maznère                                                                                     |
| Henri              |              | Dubois                                                                                      |
| Galoupet           |              | Vinchon                                                                                     |
| Paul               |              | Durand                                                                                      |
| Alexis             |              | Samson                                                                                      |
| Mistigri           |              | Paola Marié                                                                                 |
| Paméla             |              | Luigini                                                                                     |
| Félicien           |              | Blanche Miroir                                                                              |
| André              |              | Soll                                                                                        |
| Victor             |              | Hermann                                                                                     |
| Sylvestre          |              | Morena                                                                                      |
| Arthémise          |              | H. Bareth                                                                                   |